# كينيث فيليب غراب
كينيث فيليب غراب (بالإنجليزية: Kenneth Philip Grubb)‏ هو قاضي ومحامي أمريكي، ولد في 14 سبتمبر 1895، وتوفي في 11 مارس 1976.